# Хоа Бин (провинция)
Хоа Бин (на виетнамски: Hòa Bình) (буквално: Мир) е виетнамска провинция разположена в регион Тай Бак. На север граничи с провинция Фу Тхо, на юг с провинция Тхан Хоа, на запад със Сон Ла, а на изток със столичната община Ханой и провинциите Ха Нам и Нин Бин. Населението е 838 800 жители (по приблизителна оценка за юли 2017 г.).

## Административно деление
Провинция Хоа Бин се състои от един самостоятелен град и десет окръга:
- Као Фонг
- Да Бак
- Ким Бой
- Ки Сон
- Лак Сон
- Лак Тхуй
- Луонг Сон
- Май Тяу
- Тан Лак
- Йен Тхуй